# Nimbusfilmen
|  | Denne artikel er oprettet af botten Steenthbot ud fra en ekstern database. Den kan derfor have sproglige fejl eller mangler. Denne skabelon kan fjernes efter kontrol af indholdet. |

Nimbusfilmen er en dansk dokumentarfilm fra 1935.

## Handling
Skuespillerkollegaerne Palle Huld og Elith Foss tager i maj 1935 afsted på en fantastisk rejse rundt om Middelhavet. På en Nimbus-motorcykel med sidevogn kører de gennem 19 lande, bl.a. forcerer de en libysk ørken. På rejsen tilbagelægger de 18.000 km.

## Medvirkende
- Palle Huld
- Elith Foss